# Eirene lactea
Eirene lactea är en nässeldjursart som först beskrevs av Mayer 1900.  Eirene lactea ingår i släktet Eirene och familjen Eirenidae. Inga underarter finns listade i Catalogue of Life.